# Drostan
Drostan (Drustan, Dustan ou Throstan) († v. 610), est un moine irlandais compagnon de saint Columba, cofondateur du monastère écossais Old Deer (en français vieux Cerf) dans l'Aberdeenshire actuelle Écosse, abbé et enfin ermite. Il est vénéré comme un saint par les Eglises catholique, orthodoxe et anglicane réunies. Il est fêté en Occident le 11 juillet. Ses reliques se trouvent actuellement conservées dans l'église de New Aberdour.

## Biographie
On sait peu de choses sur la vie de ce moine. Il semble être issu d'une famille royale écossaise. Le nom de son père était Cosgrach. Sa vie se trouve racontée dans le Breviarium Aberdonense et dans le Livre dit du Cerf (Old deer), un manuscrit du IXe siècle. Les deux se trouvent à la bibliothèque de l'université de Cambridge, mais les récits ne correspondent pas dans le détail.
Désirant très jeune entrer dans la vie religieuse, il est confié par ses parents à Saint Columba, qui le forme et lui donne plus tard l'habit monastique. Drostan devient un des principaux compagnons de voyage du saint, l'accompagnant lors de ses missions d'évangélisation des habitants d'Aberdour et de Buchan, à environ 45 kilomètres d'Aberdeen. Le chef picte de la région leur aurait fait bon accueil et leur aurait donné un lieu-dit (Deir) là où ils établirent un premier monastère, le fameux monastère dit du "vieux cerf" - Celui-ci tombera en désuétude avec le temps avant d'être repris par les Cisterciens en 1213 qui le garderont vivant jusqu'à la Réforme. Lorsque Columba retourne à Iona, il laisse Drostan comme abbé de la nouvelle fondation.
À la mort de l'abbé de l'abbaye de Dalquhongale (Holywood) quelques années plus tard, Drostan est choisi pour lui succéder. Mais, se sentant appelé à une vie plus retirée, il démissionne de sa fonction d'abbé et se fait ermite à Glenesk. Dans ce lieu, sa sainteté attire les pauvres et les nécessiteux de la région, et de nombreux miracles lui sont attribués, dont celui de rendre la vue à un prêtre nommé Simon. Après sa mort, ses reliques furent transportées à Arberdour et y sont encore conservées.